# Indisk gyllenmes
Indisk gyllenmes (Machlolophus aplonotus) är en fågel i familjen mesar inom ordningen tättingar. Fågeln förekommer i Asien, på Indiska halvön. Den är närbesläktad med himalayagyllenmesen och behandlas ofta som underart till denna.

## Utseende
Indisk gyllenmes är en rätt stor (13 cm), tofsförsedd mes i gult, grönt och svart. Den är gul på huvud och undersida med svart tofs, svart ögonstreck och en svart linje löper ner från näbben ner till buken likt talgoxen. Ovansidan är grön med vitkantade vingpennor. Honor, framför allt bland sydliga fåglar, har grågrön tofs och mantel och urblekt undersida. Himalayagyllenmes (M. xanthonotus), som den ofta behandlas som underart till, är nästan identisk men har gult vingband och könen är lika. Båda arter är även lika östlig gyllenmes (M. spilonotus), men har till skillnad från denna svart på pannan och tygeln, ostreckad grön mantel samt olivgrön övergump (ej grå).

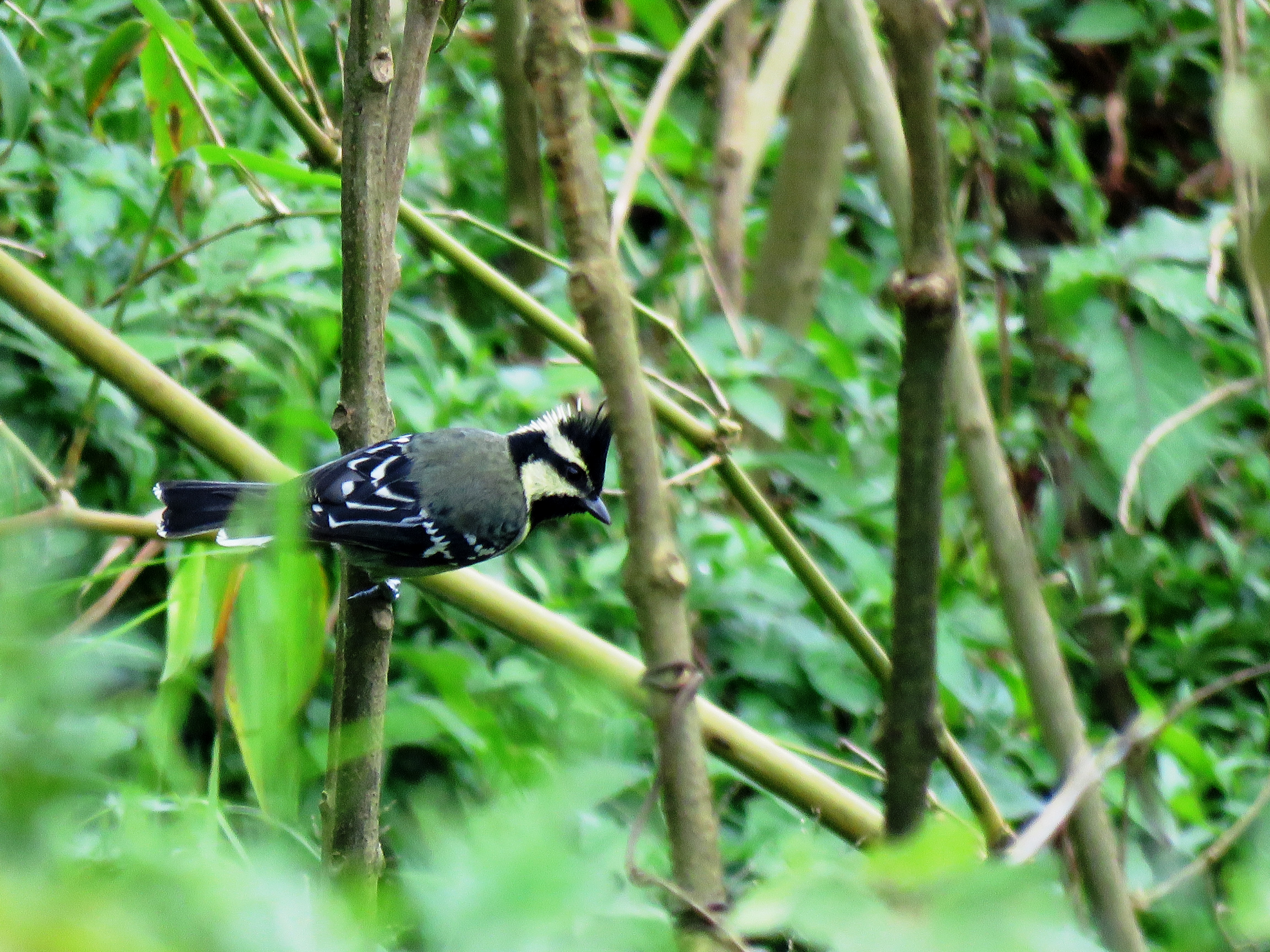

## Utbredning och systematik
Indisk gyllenmes delas upp i två underarter med följande utbredning:
- Machlolophus aplonotus aplonotus – förekommer på norra och östra indiska halvön
- Machlolophus aplonotus travancoreensis – förekommer på södra indiska halvön

Den behandlades tidigare som underart till himalayagyllenmes (M. xantogenys), som då kallades västlig gyllenmes. Vissa gör det fortfarande.

### Släktestillhörighet
Tidigare placerades indisk gyllenmes i Parus men förs numera efter genetiska studier till Machlolophus tillsammans med östlig gyllenmes, gulmes och vitnackad mes.

## Status
IUCN erkänner den inte som egen art, vilket gör att dess hotstatus inte bedöms.